# 中村崇士
中村 崇士（男性、本名 Takashi Witkam Nakamura たかし・うぃとかむ・なかむら、1977年5月17日 - ）はオランダの作家、詩人、劇作家。オペラと声楽曲を専門とした作曲家でもある。作品を日本語、英語、オランダ語で書く。

## 概要
性的少数者の人権活動家でもあり、同性結婚を日本でも法制化すべく働きかけている。2012年10月にパートナーのミヒル・ウィトカムと結婚。オランダのフローニンゲン在住。主な作品に長編詩『たった少しの僕』（中野重治奨励賞）、詩集『たんこぶも、あたまかずにいれる』（私家版で14冊の詩集が一つの函に入っている）がある。